# Grayia tholloni
Grayia tholloni är en ormart som beskrevs av Mocquard 1897. Grayia tholloni ingår i släktet Grayia, och familjen snokar. Inga underarter finns listade.

## Utbredning
Grayia caesar förekommer i centrala Afrika. Den har påträffats i Sudan, Uganda, Kenya, Tanzania, Demokratiska Republiken Kongo, Angola, Centralafrikanska republiken, Etiopien, Gambia, Gabon, Senegal, Nigeria och Zambia.